# Marianne Leuzinger-Bohleber

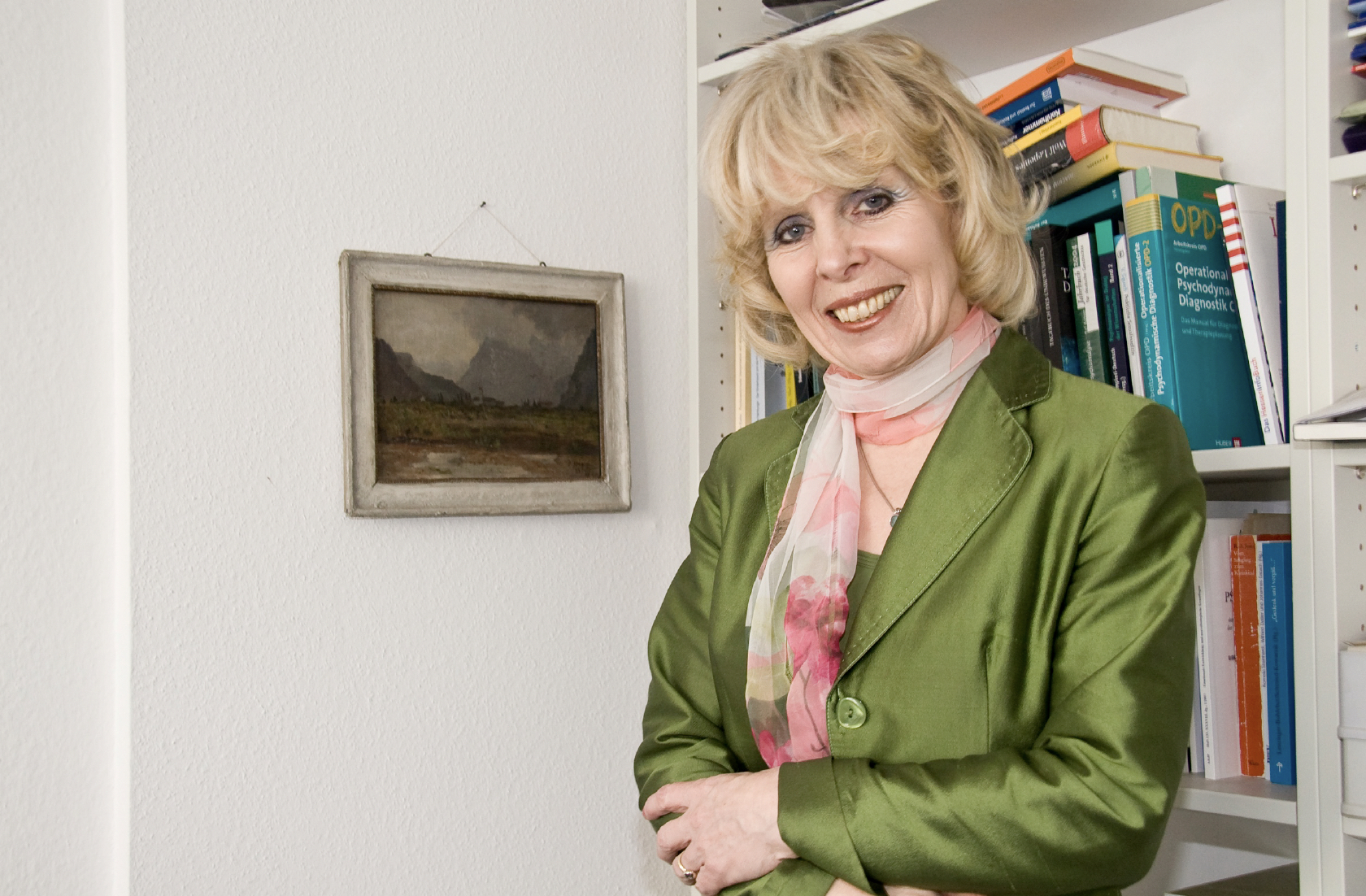
Marianne Leuzinger-Bohleber (2015)

Marianne Leuzinger-Bohleber (* 1947 in Glarus) ist eine Schweizer Psychoanalytikerin.

## Leben
Leuzinger-Bohleber studierte Medizin, klinische Psychologie und deutsche Literatur an der Universität Zürich und in den USA. 1980 promovierte sie und ist seit 1981 als Psychoanalytikerin (Schweizerische Gesellschaft für Psychoanalyse, Deutsche Psychoanalytische Vereinigung) tätig. Von 1988 bis 2015 lehrte sie an der Gesamthochschule Kassel (seit 2003 Universität Kassel), wo sie 1996 das Institut für Psychoanalyse begründete, dem sie vorstand.
Von 2002 bis 2016 war Leuzinger-Bohleber geschäftsführende Direktorin des Sigmund-Freud-Instituts in Frankfurt am Main. Sie leitete dort den Schwerpunkt „Grundlagenforschung und klinische Psychoanalyse“ und war verantwortlich für einige große Forschungsprojekte im Bereich der Psychotherapieforschung LAC Depressionsstudie und der Frühprävention (ERSTE SCHRITTE, EVA Projekt: Evaluation zweier Frühpräventionsprojekte für Kinder mit schwierigen Kindheiten in Frankfurter Kindertagesstätten, MAKREKI: Mathematische Kreativität bei Kindern mit schwierigen Kindheiten, KIGRU: Übergangsprojekt von Kindern vom Kindergarten zur Grundschule). 2016/17 realisierte sie zusammen mit Sabine Andresen das Projekt STEP-BY-STEP für traumatisierte Geflüchtete in der Erstaufnahmeeinrichtung Michaelisdorf in Darmstadt. Diese Projekte wurden im Rahmen des IDeA-Zentrums der Landes-Offensive zur Entwicklung Wissenschaftlich-ökonomischer Exzellenz (LOEWE) durchgeführt. Das Leibniz-Institut für Bildungsforschung und Bildungsinformation, die Johann Wolfgang Goethe-Universität Frankfurt am Main und das Sigmund-Freud-Institut tragen dieses interdisziplinäre Institut, an dem ca. 120 Wissenschaftler in etwa 30 Projekten arbeiten, gemeinsam.
Seit 2016 ist sie Seniorscientist an der Universitätsmedizin in Mainz und leitet zusammen mit Bradley Peterson eine internationale Nachfolgestudie der LAC Depressionsstudie: Multi-Level Outcome Study of Psychoanalyses of Chronically Depressed Patients with Early Trauma (MODE).
Marianne Leuzinger-Bohleber war Vice Chair des Research Boards der International Psychoanalytical Association und Visiting Professor am University College London. Sie ist mitverantwortlich für die jährlichen Joseph Sandler Research Conferences der IPA. Sie ist Mitglied der Action Group für Neuropsychoanalyse und Mitglied der wissenschaftlichen Beiräte verschiedener Fachpublikationen zu Psychoanalyse, Psychotherapie und Neurowissenschaften. 2017/18 war sie Chair der Committees for Migration and Refugees der IPA, dem sie immer noch angehört.
Sie erhielt den Mary Sigourney Award 2016, the Haskell Norman Prize for Excellence in Psychoanalysis 2017 des San Francisco Center for Psychoanalysis, das Robert S. Wallerstein Fellowship (2022-2027) und den Outstanding Scientific Achievement Award 2023 der IPA International Psychoanalytical Association.
Neben ihrer wissenschaftlichen Tätigkeit ist Leuzinger-Bohleber berufspolitisch engagiert und schreibt gelegentlich über diese Themen, wie im Februar 2020 in der Frankfurter Allgemeinen Zeitung unter dem Titel Das Monopol der Verhaltenstherapie. Da 60 der 61 Professoren für Klinische Psychologie eine verhaltenstherapeutische Ausrichtung haben, stünde zu befürchten, dass die neue Psychotherapeuten-Ausbildung bevorzugt durch Verhaltenstherapeuten geprägt werde.

## Forschungsschwerpunkte
- Klinische und Empirische Forschung in der Psychoanalyse
- Psychotherapieforschung (u. a. Outcome- und *Prozessforschung zu psychoanalytischen
- Langzeitbehandlungen chronisch Depressiver)
- Psychoanalytische Entwicklungspsychologie (Schwerpunkt u. a. Adoleszenz)
- Psychoanalyse und empirische Bildungsforschung
- Psychoanalyse und Neurowissenschaften / Embodied-Cognitive Science
- Frühprävention

## Ausgewählte Forschungsprojekte
Einige ausgewählte Forschungsprojekte
- Changes of Dreams as Indicators for Therapeutic Change (Habilitationsprojekt, weitergeführt in klinischen Studien, in der LAC Depressionsstudie und in der MODE Studie)
- Ethical Dilemmas Due to Prenatal and Genetic Diagnostics (EDIG): Koordinatorin des ersten psychoanalytischen EU Projektes (2005–2008), Fortsetzung als Liaisonprojekt mit Eberhard Merz,[9] Nordwestkrankenhaus, Frankfurt
- Frankfurter Präventionsstudie. Prävention und Intervention bei Kindergartenkindern mit psychosozialen Integrationsstörungen (insb. ADHS): eine prospektive, repräsentative Studie in Frankfurter Kindertagesstätten (Drittmittelprojekt: Zinkann Stiftung, Hertie-Stiftung, Polytechnische Gesellschaft) und Nachfolgeprojekt START HILFE (Drittmittelprojekt: Polytechnische Gesellschaft, Crespo Foundation, Zinkann Stiftung)
- Developing Psychoanalytic Practice and Training (DPPT): Why do medical students and clinical psychologists decide for or against a psychoanalytic training in Germany? (Drittmittelprojekt der International Psychoanalytical Association (IPA), Deutsche Psychoanalytische Vereinigung (DPV), Deutsche Psychoanalytische Gesellschaft (DPG))
- Therapiewirksamkeitsstudie psychoanalytischer Behandlungen von hyperaktiven Kindern (F 3 Diagnosen) (gefördert durch den Verein Analytischer Kinder- und Jugendlichen-Psychotherapie, Vereinigung Analytischer Kinder- und Jugendlichenpsychotherapeuten in Deutschland e. V. (VAKJP), International Psychoanalytical Association (IPA), Heidehof Stiftung u. a.)
- Wenn chronisch Depressive ihre Therapie wählen. Kurz- und Langzeitwirkungen von psychoanalytischer verglichen mit kognitiv-behavioraler Langzeittherapien bei chronisch Depressiven (LAC Depressionsstudie)(gefördert durch die Deutsche Gesellschaft für Psychoanalyse, Psychotherapie, Psychosomatik und Tiefenpsychologie (DGPT), International Psychoanalytical Association (IPA), Heidehofstiftung, Deutsche Forschungsgemeinschaft (DFG))
- Frankfurt-Cologne-Study Group Treatment of Patients after Strokes („neglect-syndrom“)
- EVA: Evaluation of two early prevention programs in Kindergartens. Projekt im IDeA-Zentrum der Hessischen Exzellenzinitiative 2009–2014
- ERSTE SCHRITTE: Ein Frühpräventionsprogramm für Familien mit Migrationshintergrund (gefördert durch die Hertie-Stiftung, Bundesamt für Migration und Flüchtlinge (BAMF), Land Hessen, Bundesministerium für Familie, Senioren, Frauen und Jugend, Sigmund-Freud-Institut, private Stifter)
- FRED (Frankfurt fMRI/EEG Depression Study) durchgeführt am Sigmund-Freud-Institut und dem BIC (Brain Imaging Center in Kooperation mit dem Max-Planck-Institut für Hirnforschung (zusammen mit Tamara Fischmann, Michael Russ, Wolf Singer, Aglaja Stirn, Margerete Schoett u. a.)
- MODE: Multi-Level Outcome Study of Psychoanalyses of Chronically Depressed Patients with Early Trauma, laufende multimodale Therapiewirksamkeitsstudie durchgeführt in Deutschland (Frankfurt a. M., Köln, Giessen, Leipzig, Mainz), Schweiz (Lausanne) und den USA (Los Angeles/San Francisco) (zusammen mit Bradley Peterson (Los Angeles), Tamara Fischmann (Berlin), Nikolai Axmacher (Bochum), Elke Hattingen (Frankfurt), Gilles Ambresin (Lausanne) und über 60 erfahrenen Studientherapeutinnen und -therapeuten), unterstützt von der IPA, ApsaA, DPV, Alfred Berman Foundation, Robert S. Wallerstein Fellowship

## Ausgewählte Funktionen
- Lehranalytikerin der DPV (Deutsche Psychoanalytische Vereinigung) und der IPA (International Psychoanalytical Association)
- Leiterin der Forschungs- und Hochschulkommission der DPV (Deutsche Psychoanalytische Vereinigung) bis 2022
- Chair des Research Subcommittees for Conceptual Research der International Psychoanalytical Association (IPA) 2002–2009
- Vice Chair of the Research Board of the IPA (2009-2022), Staff member of the Research Training Program of the International Psychoanalytical Association (Chair: Mark Solms, Cape Town)
- Visiting Professor of the University College London
- Mitglied des Committee for Clinical Research der International Psychoanalytical Association (Chair: David Taylor, London) bis 2022
- Mitglied der Projectgroup for Clinical Observation (Chair: Marina Altmann, Montevideo) bis 2022
- Chair der Research Committees for Migration and Refugees der IPA von 2017/18, seither Mitglied des Committees (Chair: Gertraud Schlesinger-Kipp)

## Schriften (Auswahl)
- Zusammen mit Sabine Andresen: STEP-BY-STEP. Abschlussbericht über das Pilotprojekt Step-by-Step zur Betreuung von traumatisierten Flüchtlingen in der Erstaufnahmeeinrichtung „Michaelisdorf“ in Darmstadt. Hrsg.: Hessisches Ministerium für Soziales und Integration. August 2017 (kcgezinswetenschappen.be [PDF; 7,3 MB; abgerufen am 3. Juli 2020]).